# Mavinahalli, Channarayapatna
Mavinahalli là một làng thuộc tehsil Channarayapatna, huyện Hassan, bang Karnataka, Ấn Độ.